# Premi BAFTA 1982
I premi della 35ª edizione dei British Academy Film Awards furono conferiti il 18 marzo 1982 dalla British Academy of Film and Television Arts alle migliori produzioni cinematografiche del 1981.

## Vincitori e candidati

### Miglior film
- Momenti di gloria (Chariots of Fire), regia di Hugh Hudson
- Atlantic City, USA (Atlantic City), regia di Louis Malle
- La donna del tenente francese (The French Lieutenant's Woman), regia di Karel Reisz
- Gregory's Girl, regia di Bill Forsyth
- I predatori dell'arca perduta (Raiders of the Lost Ark), regia di Steven Spielberg

### Miglior regista
- Louis Malle – Atlantic City, USA (Atlantic City)
- Bill Forsyth – Gregory's Girl
- Hugh Hudson  – Momenti di gloria (Chariots of Fire)
- Karel Reisz – La donna del tenente francese (The French Lieutenant's Woman)

### Miglior attore protagonista
- Burt Lancaster – Atlantic City, USA (Atlantic City)
- Robert De Niro – Toro scatenato (Raging Bull)
- Bob Hoskins – Quel lungo venerdì santo (The Long Good Friday)
- Jeremy Irons – La donna del tenente francese (The French Lieutenant's Woman)

### Migliore attrice protagonista
- Meryl Streep – La donna del tenente francese (The French Lieutenant's Woman)
- Maggie Smith – Quartet
- Sissy Spacek – La ragazza di Nashville (Coal Miner's Daughter)
- Mary Tyler Moore – Gente comune (Ordinary People)

### Migliore attore o attrice non protagonista
- Ian Holm – Momenti di gloria (Chariots of Fire)
- Denholm Elliott – I predatori dell'arca perduta (Raiders of the Lost Ark)
- John Gielgud – Arturo (Arthur)
- Nigel Havers – Momenti di gloria (Chariots of Fire)

### Migliore attore o attrice debuttante
- Joe Pesci – Toro scatenato (Raging Bull)
- Klaus Maria Brandauer – Mephisto
- Timothy Hutton – Gente comune (Ordinary People)
- Cathy Moriarty – Toro scatenato (Raging Bull)

### Migliore sceneggiatura
- Bill Forsyth – Gregory's Girl
- John Guare – Atlantic City, USA (Atlantic City)
- Harold Pinter – La donna del tenente francese (The French Lieutenant's Woman)
- Colin Welland  – Momenti di gloria (Chariots of Fire)

### Migliore fotografia
- Geoffrey Unsworth, Ghislain Cloquet – Tess
- Freddie Francis – La donna del tenente francese (The French Lieutenant's Woman)
- Douglas Slocombe – I predatori dell'arca perduta (Raiders of the Lost Ark)
- David Watkin – Momenti di gloria (Chariots of Fire)

### Migliore scenografia
- Norman Reynolds – I predatori dell'arca perduta (Raiders of the Lost Ark)
- Assheton Gorton – La donna del tenente francese (The French Lieutenant's Woman)
- Pierre Guffroy – Tess
- Roger Hall – Momenti di gloria (Chariots of Fire)

### Migliori musiche originali
- Carl Davis – La donna del tenente francese (The French Lieutenant's Woman)
- Burt Bacharach – Arturo (Arthur)
- Vangelis – Momenti di gloria (Chariots of Fire)
- John Williams – I predatori dell'arca perduta (Raiders of the Lost Ark)

### Miglior montaggio
- Thelma Schoonmaker – Toro scatenato (Raging Bull)
- John Bloom – La donna del tenente francese (The French Lieutenant's Woman)
- Michael Kahn – I predatori dell'arca perduta (Raiders of the Lost Ark)
- Terry Rawlings – Momenti di gloria (Chariots of Fire)

### Migliori costumi
- Milena Canonero – Momenti di gloria (Chariots of Fire)
- Anthony Powell – Tess
- Tom Rand – La donna del tenente francese (The French Lieutenant's Woman)
- Bob Ringwood – Excalibur

### Miglior sonoro
- Don Sharpe, Ivan Sharrock, Bill Rowe – La donna del tenente francese (The French Lieutenant's Woman)
- Clive Winter, Bill Rowe, Jim Shields – Momenti di gloria (Chariots of Fire)
- Roy Charman, Ben Burtt, Bill Varney – I predatori dell'arca perduta (Raiders of the Lost Ark)
- Gordon Ecker, James R. Alexander, Richard Portman, Roger Heman Jr. – La ragazza di Nashville (Coal Miner's Daughter)

### Miglior documentario
- Soldier Girls, regia di Nick Broomfield, Joan Churchill
- Best Boy, regia di Ira Wohl
- The Life and Times of Rosie the Riveter, regia di Connie Field
- Return Journey, regia di Ian Potts

### Miglior cortometraggio
- Recluse, regia di Bob Bentley
- Couples and Robbers, regia di Clare Peploe
- Towers of Babel, regia di Jonathan Lewis